# Фернан Брюнель
Фернан Брюнель (фр. Fernand Brunel, 9 лютого 1907, Люнель — 11 березня 1927) — французький футболіст, що грав на позиції нападника, зокрема за національну збірну Франції.

## Клубна кар'єра
У дорослому футболі дебютував 1924 року виступами за команду «Галлія Клуб Люнель» з рідного міста, в якій провів два сезони. 
1926 року перейшов до «Сета», кольори якого захищав до своєї передчасної смерті наступного року.

## Виступи за збірну
Навесні 1926 року провів свою єдину офіційну гру у складі національної збірної Франції, в якій відзначився дублем у ворота команди Португалії.

## Смерть
Помер 11 березня 1927 року на 21-му році життя від менінгіту.
| Дата      | Місто  | Господарі | Результат | Гості      | Турнір           | Голи | Примітки |
| --------- | ------ | --------- | --------- | ---------- | ---------------- | ---- | -------- |
| 18-4-1926 | Тулуза | Франція   | 4 – 2     | Португалія | товариський матч | 2    |          |
| Усього    |        | Матчів    | 1         |            | Голів            | 2    |          |